# Hysteropezizella hebridensis
Hysteropezizella hebridensis är en svampart som beskrevs av Graddon 1977. Hysteropezizella hebridensis ingår i släktet Hysteropezizella, ordningen disksvampar, klassen Leotiomycetes, divisionen sporsäcksvampar och riket svampar.   Inga underarter finns listade i Catalogue of Life.